# Marta Biedziak
Marta Biedziak (ur. 17 kwietnia 1993 we Wronkach) – polska siatkarka, grająca na pozycji rozgrywającej. W sezonie 2020/2021 występuje w rumuńskiej drużynie FC Argeș Pitești. 
Była reprezentantka Polski juniorek.

## Sukcesy klubowe
Mistrzostwa Polski Juniorek:
- 2011
- 2012

Mistrzostwa Polski Szkół Ponadgimnazjalne:
- 2012

Akademickie Mistrzostwa Polski Szkół Niepublicznych:
- 2013

## Nagrody indywidualne
- 2010: Najlepsza rozgrywająca ¼ Mistrzostw Polski Kadetek
- 2010: MVP Mistrzostw Polski Kadetek
- 2012: MVP ½ Mistrzostw Polski Juniorek
- 2012: MVP Mistrzostw Polski Juniorek
- 2012: MVP Mistrzostw Polski Szkół Ponadgimnazjalnych